# Rhabdophis tigrinus
Rhabdophis tigrinus är en ormart som beskrevs av Boie 1826. Rhabdophis tigrinus ingår i släktet Rhabdophis och familjen snokar.
Denna orm förekommer i östra Kina, östra Ryssland, på Koreahalvön, på Taiwan, i Japan och kanske i norra Vietnam. Arten lever låglandet och i bergstrakter mellan 30 och 2200 meter över havet. Individerna vistas i olika habitat intill vattenansamlingar. De har groddjur och fiskar som föda. Rhabdophis tigrinus har ett giftigt bett. Den kan även lagra gift från paddor. Mellan juni och augusti lägger honor vanligen 10 till 20 ägg. Största antalet ägg var 46.
Vattenföroreningar kan påverka beståndet negativ. Hela populationen anses vara stabil. IUCN listar arten som livskraftig (LC).

## Underarter
Arten delas in i följande underarter:
- R. t. tigrinus
- R. t. formosanus